# Чатов, Роман Григорьевич
Роман Григорий Ча́тов (1900, Ростов-на-Дону — 1987, Атланта) — русский и американский художник, живописец, дизайнер, и иллюстратор.

## Биография
Сын театрального (циркового) импресарио, он начал рисовать в возрасте четырнадцати лет. Первое художественное образование получил в Москве, где его учителем был М. Сарьян. В шестнадцать лет уже работал художником для иллюстрированных журналов. В 1918 году служил военным корреспондентом.
После Октябрьской революции в 1922 году Роман, его брат Константин (тоже художник) и их родители эмигрировали в США, поселившись в Нью-Йорке. «Мы оставили Россию из-за коммунизма», — говорил он.
Художественное образование получил в России (Москве) и Франции (Париже). Работал художником декоратором и художником по костюмам. Его работы публиковались в русских театральных журналах. С именем Романа Чатова связан тот самый шарф Айседоры Дункан. Позже обучался в Лиге студентов художников и Национальной Академии Искусств (США). Впоследствии перешёл к портретной живописи. Был знаком с самыми успешными артистами и музыкантами Манхеттена, включая ведущего художника и скульптора второй половины XX века, одного из лидеров абстрактного экспрессионизма Виллема де Кунинга, с которым он в 1930-х годах работал в одной студии.
В 1942 году женился на Женеве МакКормак. В 1958 году семья переехала в Атланту, где Роман открыл художественную студию с помощью своего брата Константина. В последние годы своей жизни в основном писал портреты. Помимо выполнения заказных работ, братья вели в студии художественный класс. Роман Чатов награждён многими престижными премиями в области искусства. Его работы представлены как во многих галереях и музеях Америки, так и частных коллекциях. В 1983 году деятельность братьев была отмечена Губернаторской премией по искусству от Совета штата Джорджии по культуре и искусству. Он умер в 1987 году в возрасте 86 или 87 лет.
Его сын Марк Чатов (родился в 1953) продолжает работу студии, работая в качестве художника и педагога, живет в Атланте, США.